# Apteropeda globosa
Apteropeda globosa är en skalbaggsart som först beskrevs av Johann Karl Wilhelm Illiger 1794.  Apteropeda globosa ingår i släktet Apteropeda, och familjen bladbaggar. Arten har ej påträffats i Sverige.